# Tom Price (Australie-Occidentale)
Ne doit pas être confondu avec Tom Price (homme politique) ou Tom Price (acteur).
Tom Price est une ville minière australienne située dans la région de Pilbara en Australie-Occidentale. Située à l'intérieur des terres, au bord de la chaîne Hamersley, elle est la ville de l'État la plus élevée (747 m d'altitude) et par conséquent surnommée « Top Town in WA ». En 2016, elle compte 3 005 habitants.

## Aperçu
Principalement une ville d'extraction de minerai de fer, la mine Mount Tom Price (située environ 5 km à l'extérieur de la ville) est sous le contrôle du géant minier Rio Tinto. En raison du récent boom des ressources en Australie-Occidentale, Tom Price est actuellement l'une des régions non métropolitaines les plus riches d'Australie, le salaire moyen d'un employé de Rio Tinto étant nettement supérieur à la moyenne australienne. Tom Price a une population d'un âge médian de 31 ans, reflétant une communauté familiale relativement jeune. Elle est la ville la plus proche du parc national de Karijini et desservie par l'aéroport de Paraburdoo à proximité.

## Toponymie
Tom Price — à la fois la ville, la mine et la montagne — porte le nom de Thomas Moore Price, vice-président du géant américain de l'acier Kaiser Steel. Price est l'un des principaux initiateurs et partisans de l'ouverture de la région de Pilbara à l'extraction de minerai de fer. 

## Activités
Tom Price est une communauté très sportive, en partie à cause de la jeune population et du manque d'autres installations dans la ville. Tom Price propose une gamme d'activités récréatives, y compris le motocross, le speedway, le BMX et de nombreuses installations sportives, y compris une piscine de taille olympique, une salle de sport bien équipée, du tennis, du squash, du netball, du volleyball, des terrains de golf et de basket-ball et trois ovales utilisés pour le football australien, le softball et le football. 
La Fortescue National Football League organise le football australien à Tom Price et dans la ville voisine de Paraburdoo. 
La ville possède également beaucoup d'artistes, se concentrant souvent sur la peinture et la photographie. Ces œuvres sont liées aux paysages ou au patrimoine autochtone. 

## Attractions
Étant situé dans le Pilbara, Tom Price se trouve à proximité de nombreuses attractions populaires, notamment le parc national de Karijini, Millstream, Wittenoom et le mont Nameless / Jarndunmunha. 
La saison touristique s'étend généralement de mai à octobre. Cela est dû à la chaleur de l'été australien et aux cyclones irréguliers d'octobre à avril. 

## Galerie

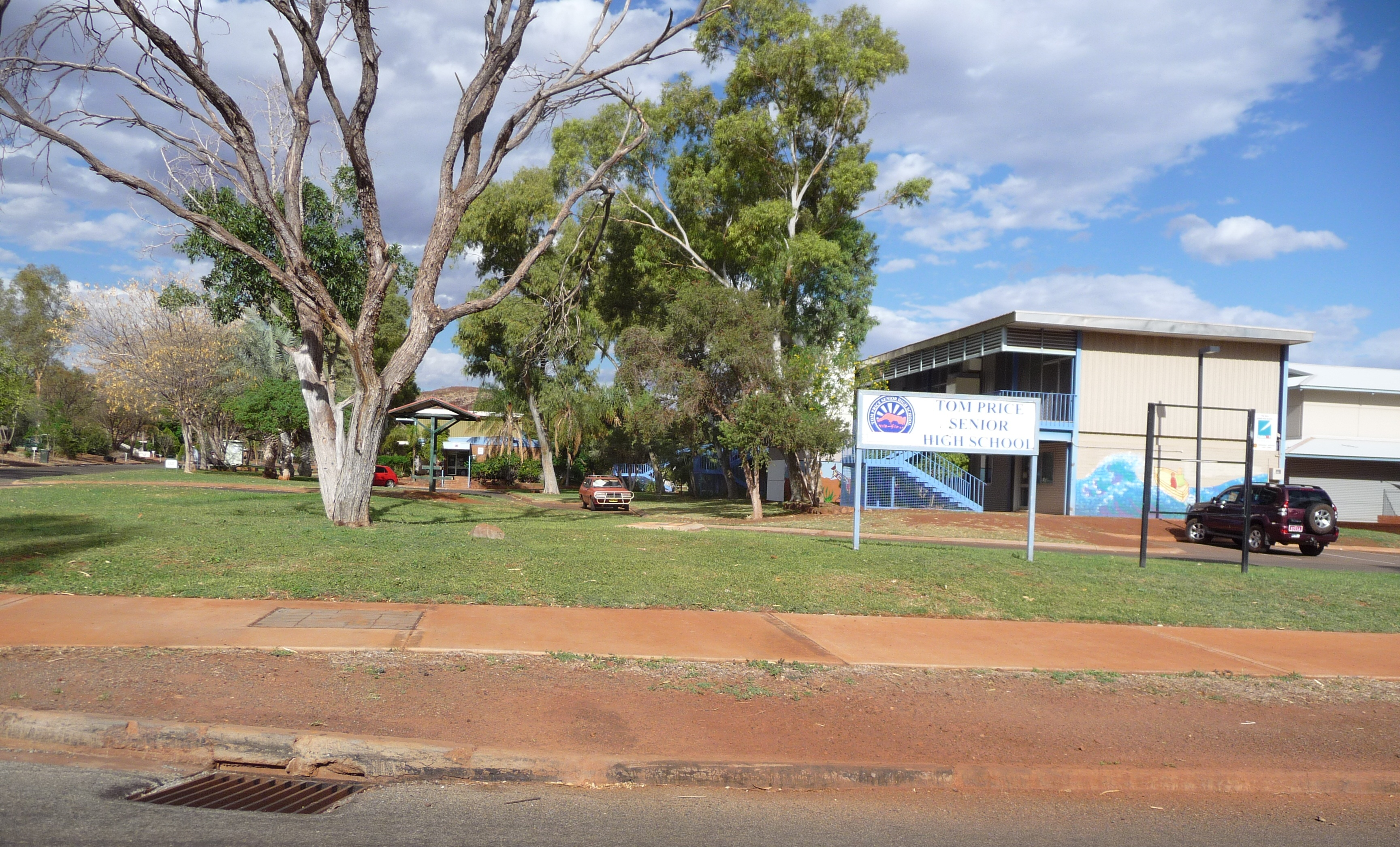
École secondaire Tom Price.
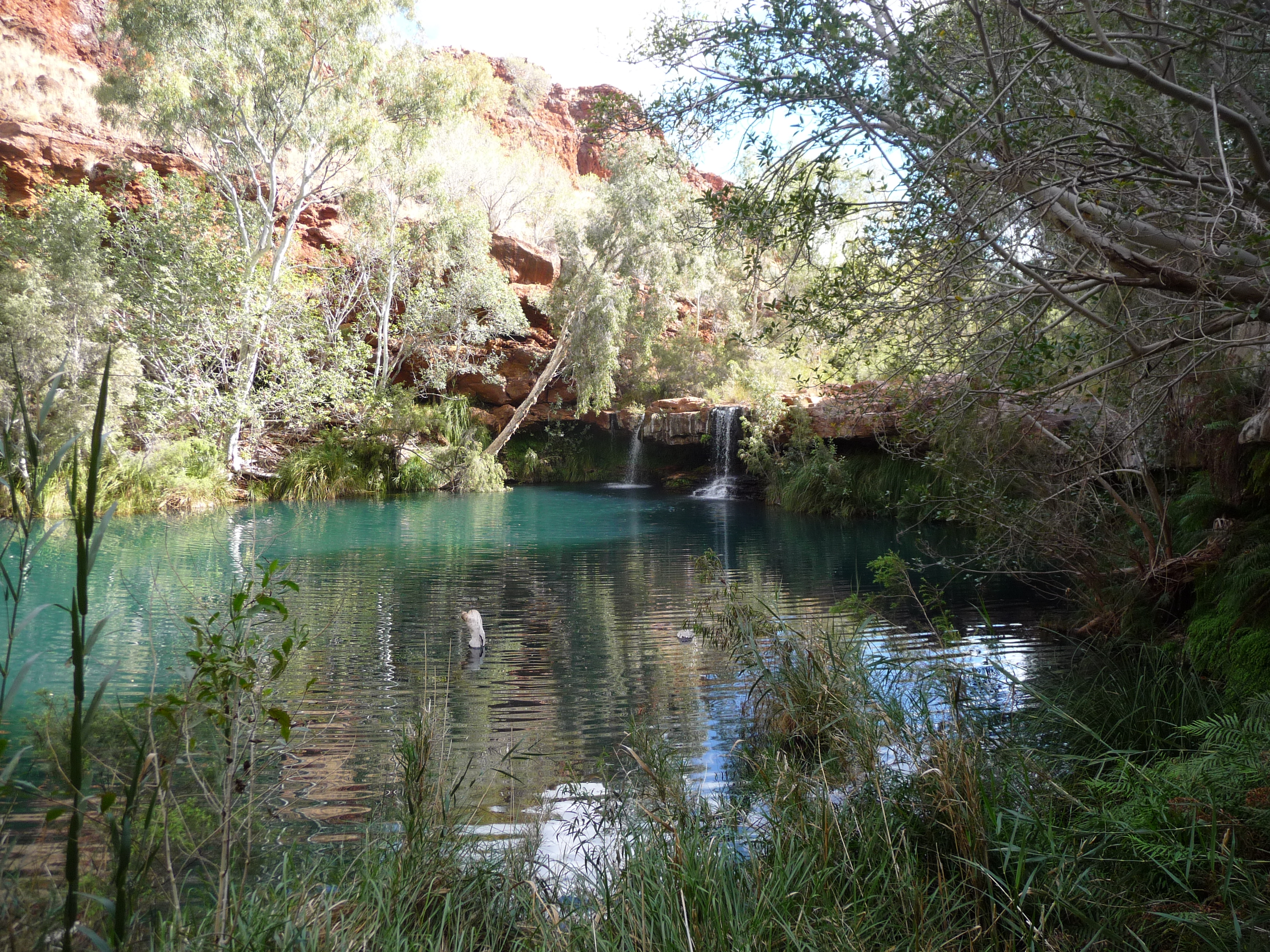
Fern Pool, dans le parc national de Karijini, est une destination populaire pour les touristes.
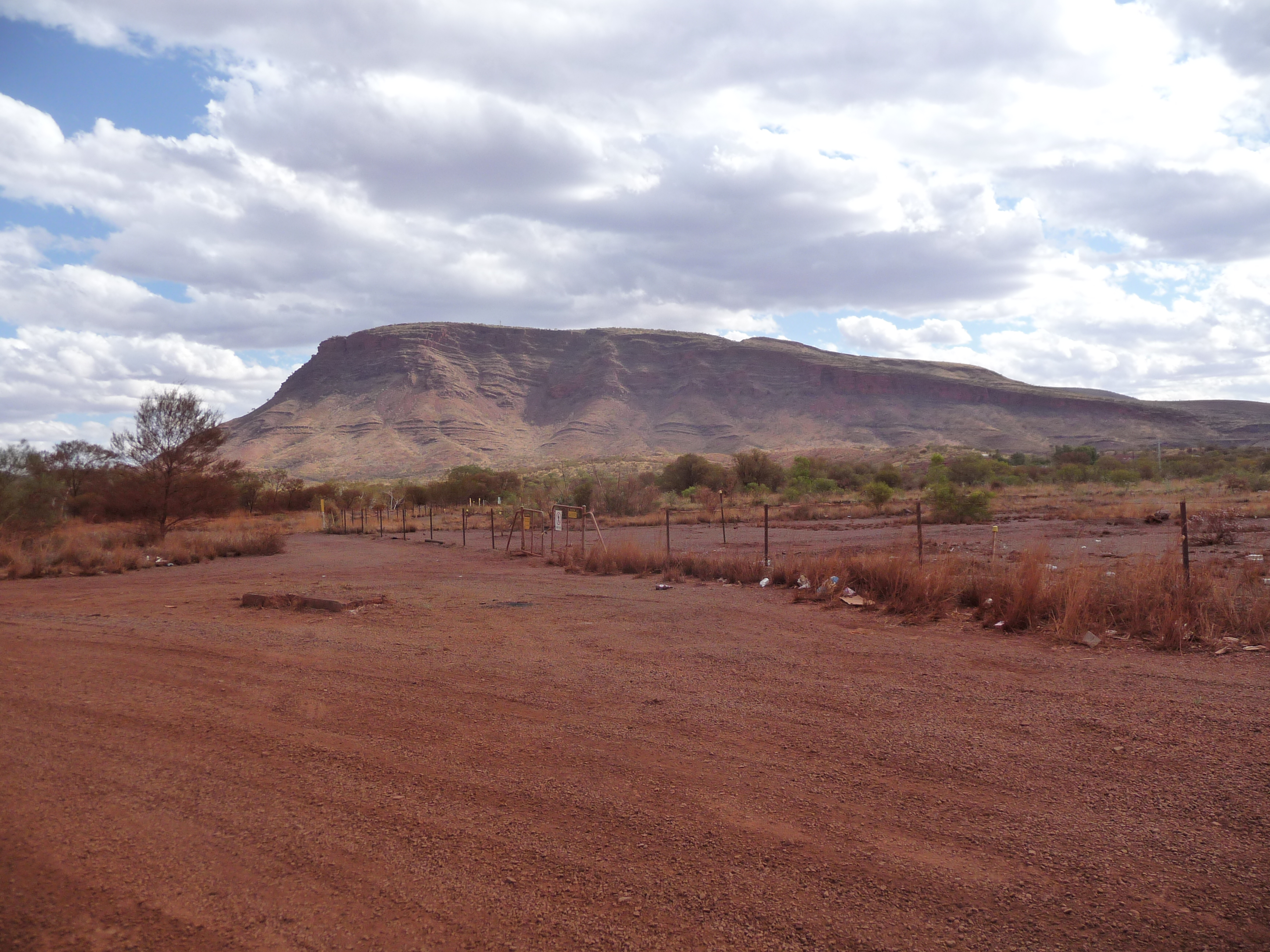
Jarndunmunha (Mount Nameless), le deuxième plus haut sommet d'Australie occidentale avec accès par véhicule (après le mont Meharry), est situé à Tom Price[2].